# شهرستان تانچنگ
شهرستان تانچنگ (به لاتین: Tancheng County) یک شهرستان‌های جمهوری خلق چین در چین است که در لینیای واقع شده‌است.